# Umm al-Qaiwain (stad)
Umm al-Qaiwain (Arabisch: أم القيوين, "moeder van twee krachten") is het centrum van het emiraat Umm al-Qaiwain, het minst bevolkte van de zeven Verenigde Arabische Emiraten.
De stad Umm al-Qaiwain ligt tussen de steden Ajman en Ras al-Khaimah aan de Perzische Golf op een schiereiland. Daarachter ligt een lagune die door enkele eilanden van de Perzische golf is gescheiden. De lagune, genaamd Chaur al-Badya, biedt een van de beste mogelijkheden voor het beoefenen van de zeilsport en voor vogelobservaties in de Verenigde Arabische Emiraten. De stad gaat in het noorden van de landtong over in de oude stad Lazima. In vergelijking met andere steden in de VAR kan men er veel gebouwen in oude stijl aantreffen en weinig hoogbouw. In de stad bevinden zich zeven vestingen waarvan er een is gerenoveerd en tegenwoordig onderdak biedt aan een museum.